# 科蒂安山

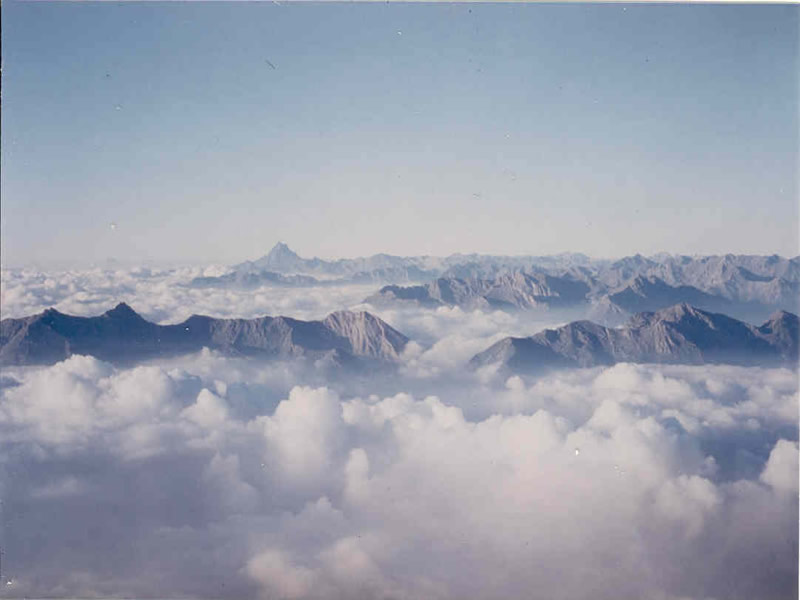

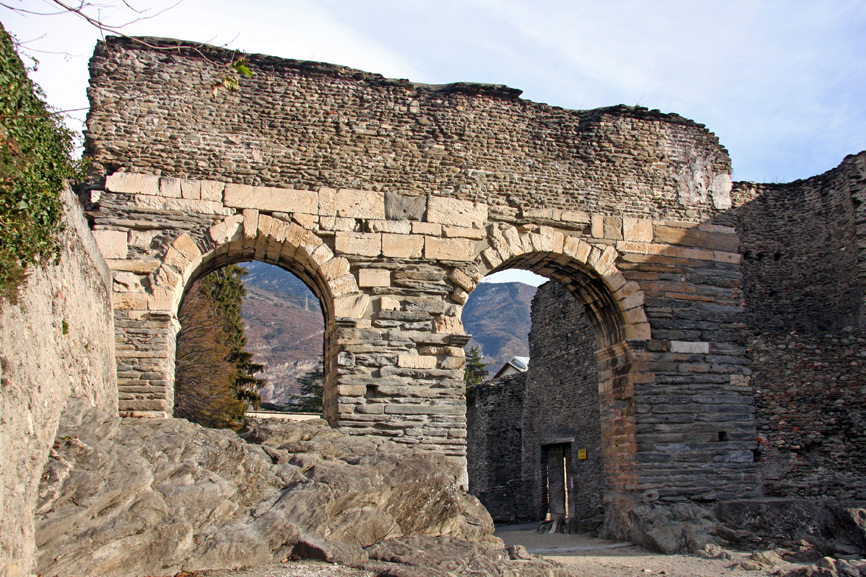

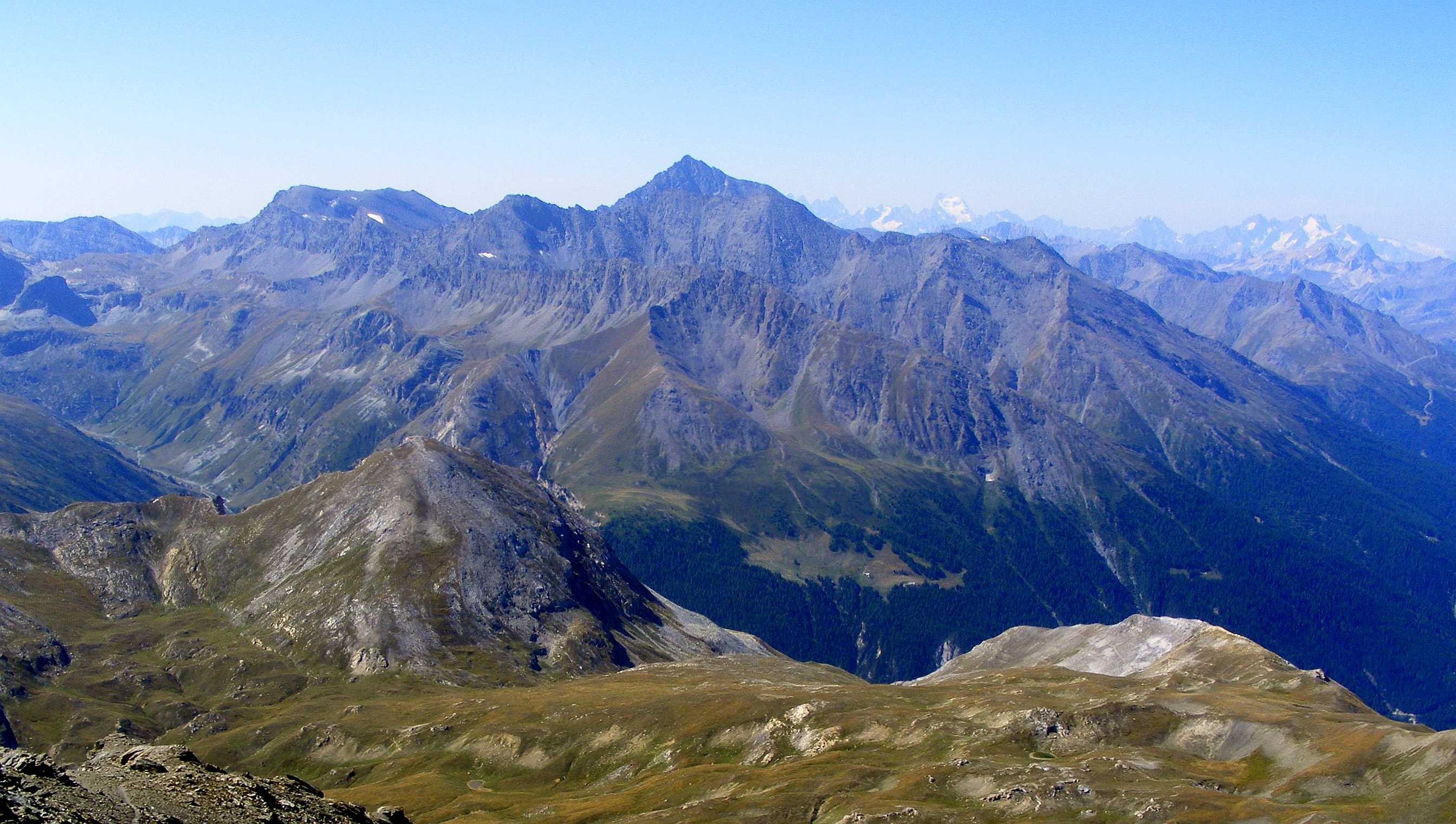

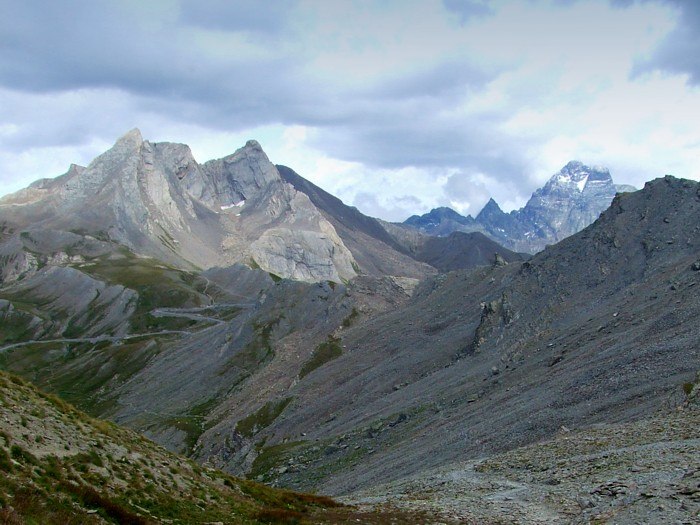

科蒂安山（法語：Alpes Cottiennes，[alp kɔtjɛn]，[ˈalpi ˈkɔttsje]）是歐洲的山脈，是西阿爾卑斯山脈的一部分，橫跨法國薩瓦省、上阿爾卑斯省和上普羅旺斯阿爾卑斯省與意大利庫內奧省和都靈省，最高點海拔高度3,841米。

## 外部連結
- Italian official cartography (Istituto Geografico Militare - IGM); on-line version: www.pcn.minambiente.it （页面存档备份，存于）
- French official cartography (Institut Géographique National - IGN); on-line version: www.geoportail.fr （页面存档备份，存于）